# Dub letní ve Dvorečku
Dub letní ve Dvorečku je památný strom, solitérní dub letní (Quercus robur). Roste u silnice z Františkových Lázní do Ostrohu u odbočky do osady Dvoreček v okrese Cheb v Karlovarském kraji. Obvod kmene měří 481 cm, ježatá a široká koruna stromu s mnoha kosterními větvemi dosahuje do výšky 24 m (měření 2014). Kolem stromu je nízký plůtek. Za památný byl strom vyhlášen v roce 1985 jako strom významný stářím a vzrůstem.

## Stromy v okolí
- Dub v Jedličné
- Stříbrný javor u Komorní Hůrky
- Dub letní v Chlumečku